# La Prairie (Minnesota)
La Prairie es una ciudad ubicada en el condado de Itasca en el estado estadounidense de Minnesota. En el Censo de 2010 tenía una población de 665 habitantes y una densidad poblacional de 152,2 personas por km².

## Geografía
La Prairie se encuentra ubicada en las coordenadas 47°13′48″N 93°29′29″O / 47.23000, -93.49139. Según la Oficina del Censo de los Estados Unidos, La Prairie tiene una superficie total de 4.37 km², de la cual 4.24 km² corresponden a tierra firme y (2.96%) 0.13 km² es agua.

## Demografía
Según el censo de 2010, había 665 personas residiendo en La Prairie. La densidad de población era de 152,2 hab./km². De los 665 habitantes, La Prairie estaba compuesto por el 91.58% blancos, el 0.6% eran afroamericanos, el 2.86% eran amerindios, el 0% eran asiáticos, el 0% eran isleños del Pacífico, el 0.15% eran de otras razas y el 4.81% pertenecían a dos o más razas. Del total de la población el 0.9% eran hispanos o latinos de cualquier raza.